# Danzig Sings Elvis
Danzig Sings Elvis è una raccolta di cover dei brani di Elvis Presley, interpretati dal gruppo musicale heavy metal statunitense Danzig. È stata pubblicata il 17 aprile 2020 dalla Cleopatra Records.

## Tracce
1. Is It So Strange – 2:32
2. One Night – 2:41
3. Lonely Blue Boy – 2:18
4. First In Line – 3:32
5. Baby Let's Play House – 2:35
6. Love Me – 3:09
7. Pocket Full of Rainbows – 2:55
8. Fever – 3:45
9. When It Rains, It Really Pours – 1:49
10. Always on My Mind – 3:14
11. Loving Arms – 3:02
12. Like a Baby – 2:36
13. The Girl of My Best Friend – 2:51
14. Young and Beautiful – 2:22